# 信州院夫人
信州院夫人（韓語：신주원부인，？—？），本貫信州康氏，為高麗太祖第二十二妃。

## 生平
信州院夫人出生於黃海道信州（今朝鮮民主主義人民共和國黃海南道信川郡），其父為當地豪族阿飡康起珠。
信州院夫人同高麗太祖生有一子，但早夭，名失傳。後來，將神明順成王后劉氏所生的兒子王昭當作自己的兒子來撫養。王昭後來成為高麗的第四代國王光宗。通過信州院夫人這層關係，信州康氏堅定地支持光宗。又通過同大穆王后的聯姻，光宗獲得了黃州皇甫氏的支持。信州和黃州都是光宗支持勢力的根據地。

## 家族
- 父：康起珠
  - 夫君：高麗太祖王建
    - 子：名失傳，早夭
    - 養子：高麗光宗王昭

## 外部連結
- 국사편찬위원회 고려사 홈페이지（页面存档备份，存于）